# Boris Šinigoj
Boris Šinigoj, slovenski pozavnist, * 1938.
Bil je dolgoletni direktor Slovenske filharmonije. Med letoma 1969 in 1973 je igral v skupini Mladi levi.

## Odlikovanja in nagrade
Leta 1982 je soprejel nagrado Prešernovega sklada »za koncertne poustvaritve v sezoni 80/81« v sklopu Slovenskega kvinteta trobil.
Leta 2001 je prejel častni znak svobode Republike Slovenije z naslednjo utemeljitvijo: »za posebne glasbene zasluge ob 300 letnici Academiae Philcarmonicorum Labacensium«.